# 高站
高站（日语：／ Taka eki */?）是位於廣島縣庄原市高町市場1262番，西日本旅客鐵道（JR西日本）的藝備線車站。

## 歷史
- 1934年（昭和9年）3月15日 - 庄原線 備後庄原站至備後西城站之間開業，此站啟用。
  - 當時車站地址為廣島縣比婆郡高村（日语：高村 (広島県)）高市場。
- 1936年（昭和11年）10月10日 - 庄原線編入至三神線，備中神代站至備後十日市站（現時：三次站）之間為三神線。此站成為三神線車站。
- 1937年（昭和12年）7月1日 - 隨著藝備鐵道（日语：芸備鉄道）國有化，備中神代站至廣島站之間成為藝備線。此站成為藝備線車站。
- 1954年（昭和29年）3月31日 - 隨著庄原市（第一次）成立，車站地址變為廣島縣庄原市高町市場。
- 1983年（昭和58年）10月31日 - 成為無人車站（簡易委託）。
- 1987年（昭和62年）4月1日 - 伴隨國鐵分割民營化，車站由西日本旅客鐵道（JR西日本）營運。
- 2005年（平成17年）3月31日 - 隨著庄原市（第二次）成立，車站地址變為廣島縣庄原市高町市場。
- 2010年（平成22年） - 撤走交會設備。

## 車站構造
車站是一座地面車站，設有1面1線的單式月台，三次方向的列車會開啟右邊車門。曾經此站設有2面2線的相對式月台，現時車站大樓對面的月台廢止。
此站是由三次鐵道部管理的無人車站。此站沒有自動售票機和廁所。

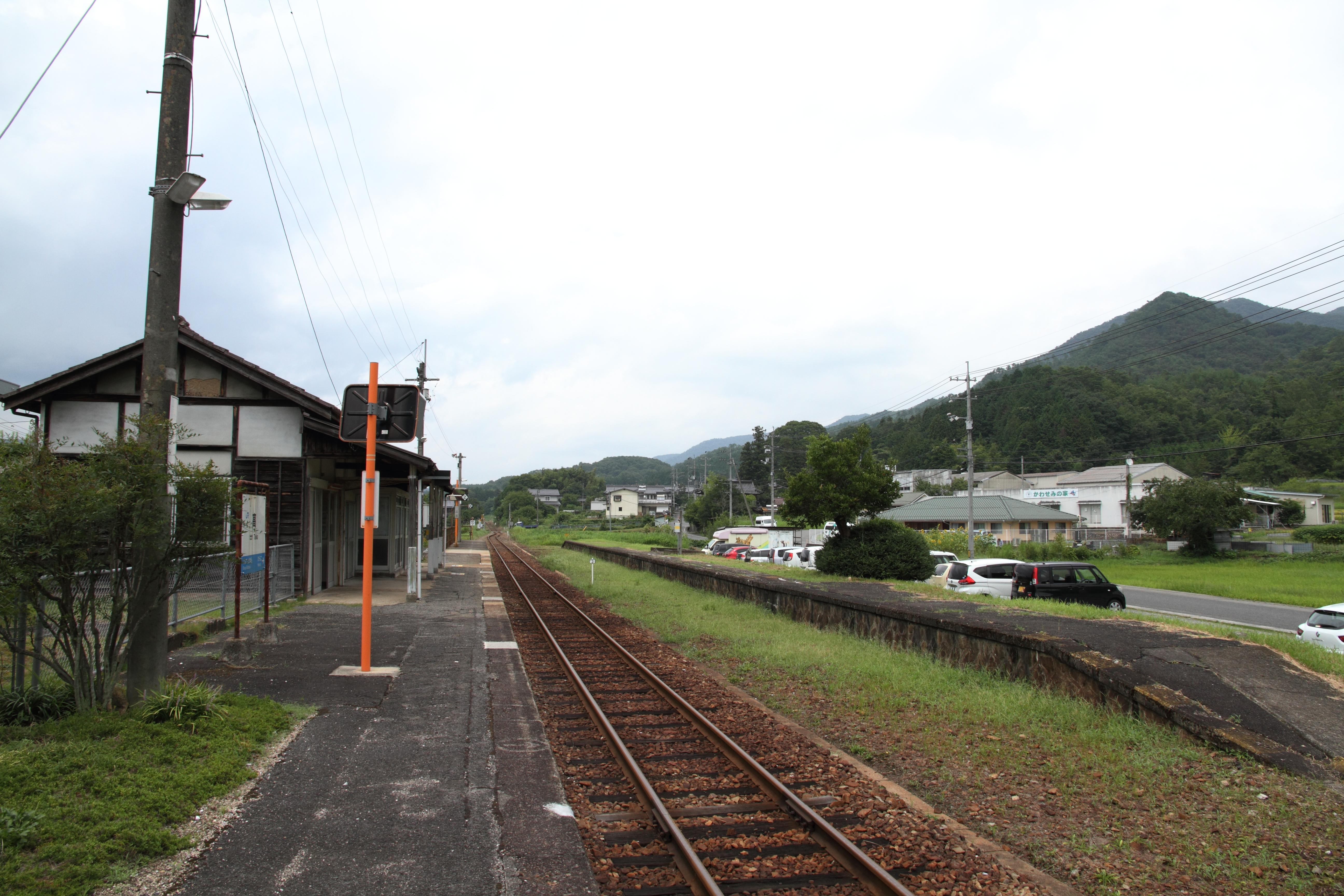
列車交會設備後（2019年8月21日）
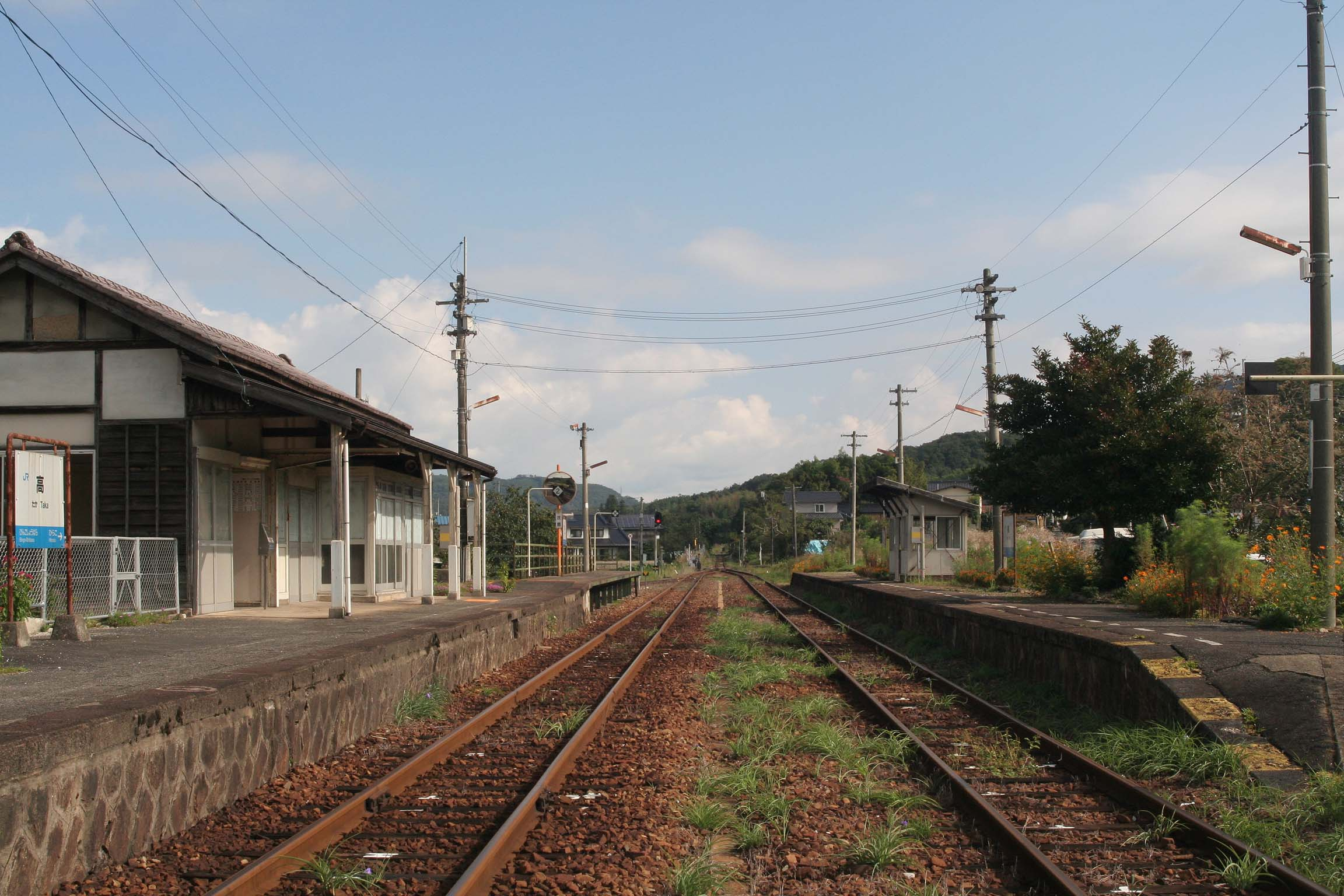
列車交會設備前（2007年10月3日）

## 使用狀況
以下為近年1日平均乘車人次列表。
| 年度               | 1日平均 乘車人次 | 參考資料    |
| ------------------ | ---------------- | ----------- |
| 1981年（昭和56年） | 23               |             |
|                    |                  |             |
| 2002年（平成14年） | 5                | [ 1 ]       |
| 2003年（平成15年） |                  |             |
| 2004年（平成16年） |                  |             |
| 2005年（平成17年） |                  |             |
| 2006年（平成18年） |                  |             |
| 2007年（平成19年） |                  |             |
| 2008年（平成20年） |                  |             |
| 2009年（平成21年） |                  |             |
| 2010年（平成22年） |                  |             |
| 2011年（平成23年） | 1                | [ 2 ]       |
| 2012年（平成24年） | 2                | [ 2 ]       |
| 2013年（平成25年） | 2                | [ 2 ]       |
| 2014年（平成26年） | 1                | [ 2 ] [ 3 ] |
| 2015年（平成27年） | 2                | [ 2 ]       |
| 2016年（平成28年） | 2                | [ 2 ]       |
| 2017年（平成29年） | 2                | [ 2 ]       |
| 2018年（平成30年） | 1                |             |

## 車站周邊
- JA庄原 高分店
- 國道183號（日语：国道183号）
- 高郵局
- 西城川
- 庄原市立高小學
- 備北交通（日语：備北交通）三城線「高站前」巴士站

## 相鄰車站
西日本旅客鐵道（JR西日本）
 藝備線
平子－高－備後庄原

## 注腳
1. ↑  「飲食・小売の出店を科学する出店戦略情報局」之存檔數據
2. 1 2 3 4 5 6 7  國土數値情報 不同站的上下車人次數據
3. ↑   (PDF). 庄原市. 2016年3月  [2017-09-06]. （原始内容存档 (PDF)于2017-09-06） （日语）.

## 外部連結
- 高｜車站資訊：JR出門網 - 西日本旅客鐵道（日語）